# Rajmund z Poitiers
Rajmund z Antiochii (ur. 1105, zm. 29 czerwca 1149) – książę Antiochii w latach 1136–1149.
Był najmłodszym synem Wilhelma IX, księcia Akwitanii i Filipy, hrabiny Tuluzy. W 1136 poślubił 10-letnią księżną Konstancję, aby uzyskać władzę nad Księstwem Antiochii. Para ta miała czworo dzieci:
- Boemunda III (1144-1201), który w 1163 przejął władzę w Antiochii,
- Baldwina (zm. 1176 w bitwie pod Myriokefalon),
- Marię z Antiochii (1145–1182), która poślubiła cesarza bizantyjskiego – Manuela I Komnena
- Filipę z Antiochii (ok. 1148–1178), kochankę cesarza bizantyjskiego – Andronika I Komnena.

W 1149 poległ w bitwie pod Inab podczas ekspedycji przeciw Nur ad-Dinowi; został ścięty przez Szirkuha, wuja Saladyna, a jego głowa w srebrnym pudełku została wysłana kalifowi bagdadzkiemu, Al-Muktafiemu.